# ハンプトン・コート宮殿近くのモーズリーのレガッタ
『ハンプトン・コート宮殿近くのモーズリーのレガッタ』（ハンプトン・コートきゅうでんちかくのモーズリーのレガッタ、英語: Regatta at Molesey near Hampton Court）は、イギリス商人の息子でパリ生まれの画家、アルフレッド・シスレー（1839-1899）が1874年に描いた油絵である。ロンドンのハンプトン・コート宮殿近くのモーズリー堰で1873年から毎年7月に開催されているレガッタ（ボートのレース）を描いた絵画である。現在はパリのオルセー美術館に収蔵されている。

## 概要
パリで生まれたシスレーは18歳から4年ほどロンドンで暮らすが、パリに戻り絵の修行を始め、クロード・モネやピエール＝オーギュスト・ルノワールといった画家と友人になった。この作品の描かれた1874年の5月には、いわゆる「第1回印象派展」が開かれシスレーも作品を出展した。 その年の7月から10月にかけて音楽家で美術収集家のジャン＝バティスト・フォールに招かれてイギリスに滞在した。
毎年7月初めに開かれるヘンリー・ロイヤル・レガッタの後にモーズリーのレガッタも、多くの観客を集めて華やかな雰囲気の中行われる。レガッタやボートを楽しむ情景は多くの印象派の画家の好む題材になった。
この作品も他の印象派の画家たちの作品と同じく、画家で絵画収集家のギュスターヴ・カイユボットの所有となった。1894年にカイユボットが亡くなると、カイユボットの遺言で、「屋根裏部屋でも、地方の美術館でもなく、リュクサンブールへ、後にルーヴルへ」収めるようにと明記してフランス政府に寄贈されることになり。この遺贈の条件はアカデミック美術の芸術家たちから反発を招いた。この作品はパリのオルセー美術館に所蔵された

## 印象派の画家などの類似の題材の作品

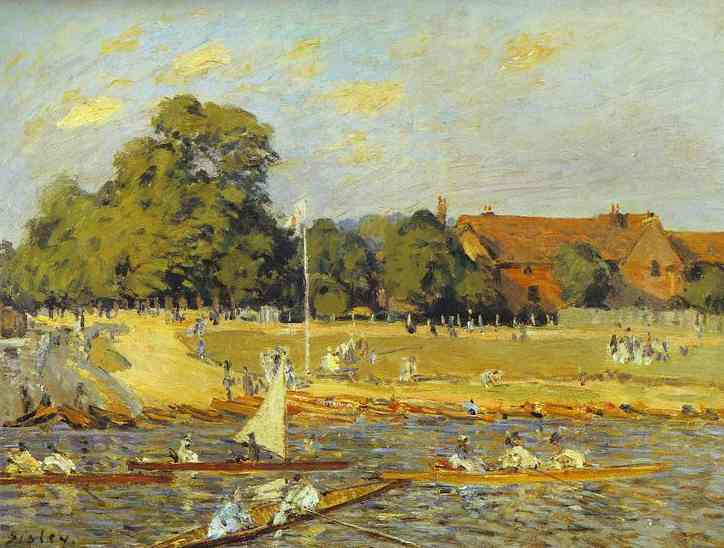
アルフレッド シスレー作「ハンプトン・コートのレガッタ」(1874) ビュールレ・コレクション
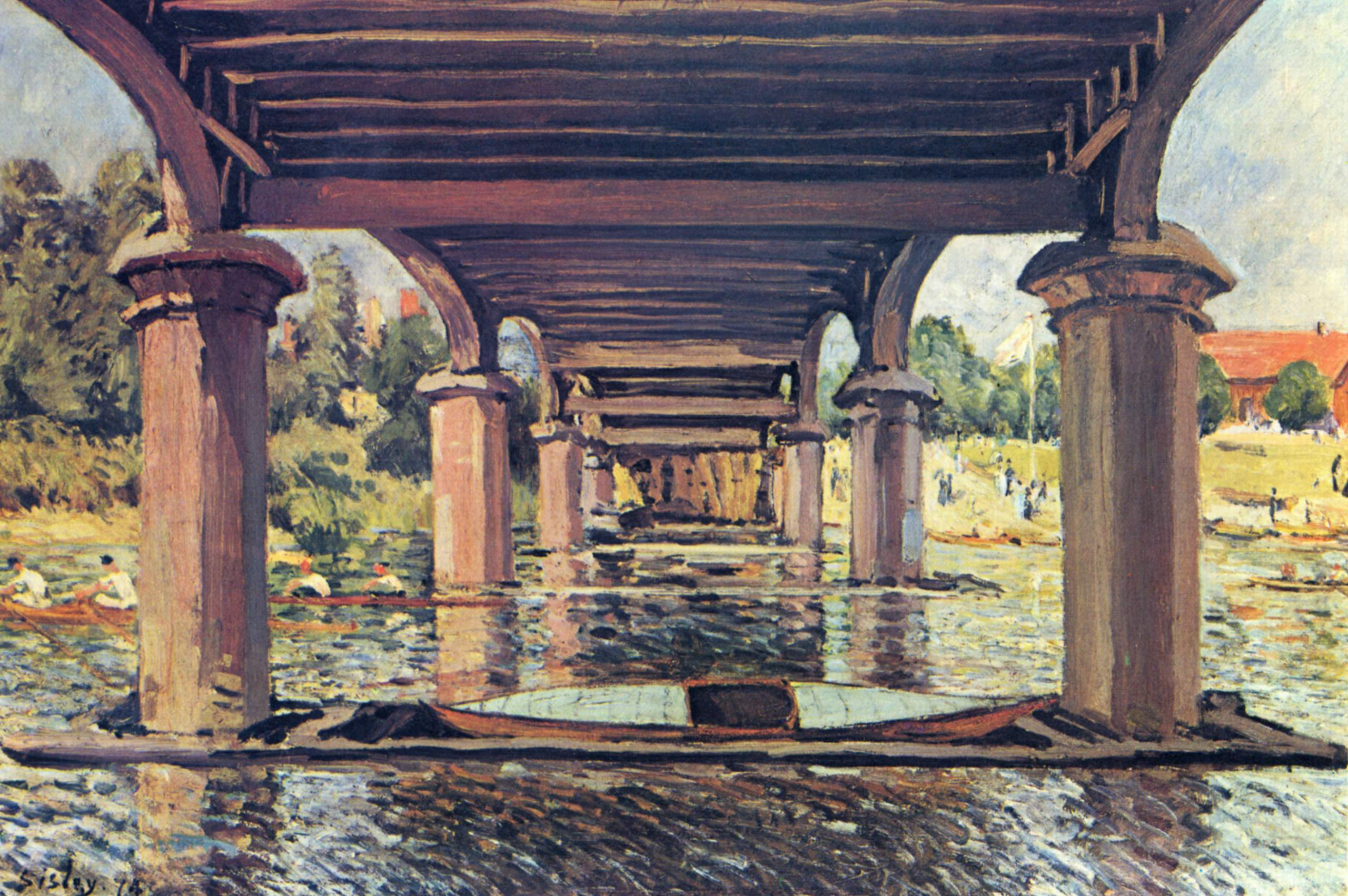
アルフレッド シスレー作「ハンプトン・コート橋の下」(1874) Kunstmuseum Winterthur
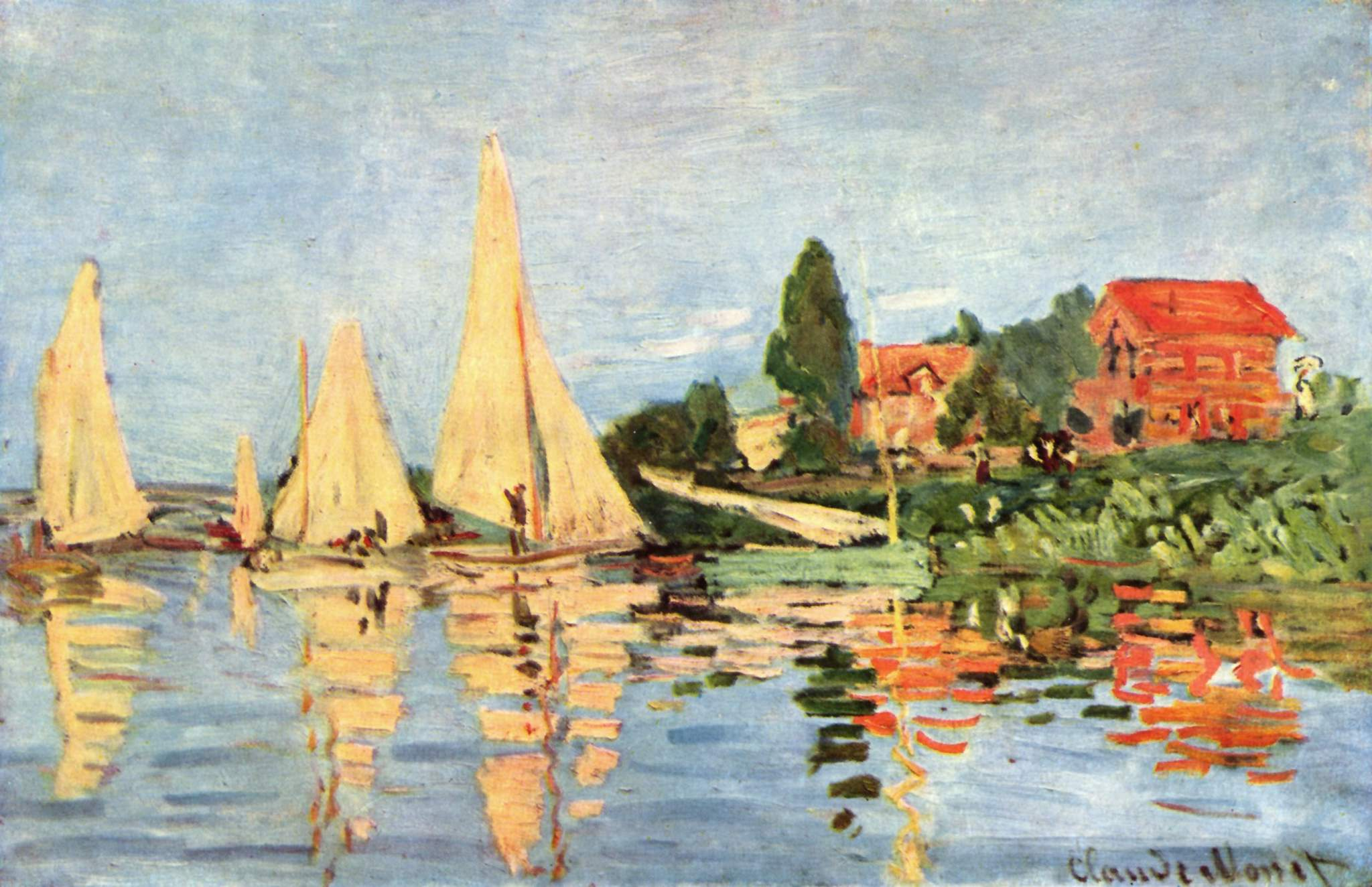
クロード・モネ作 「アルジャントゥイユのレガッタ」(c.1872) オルセー美術館
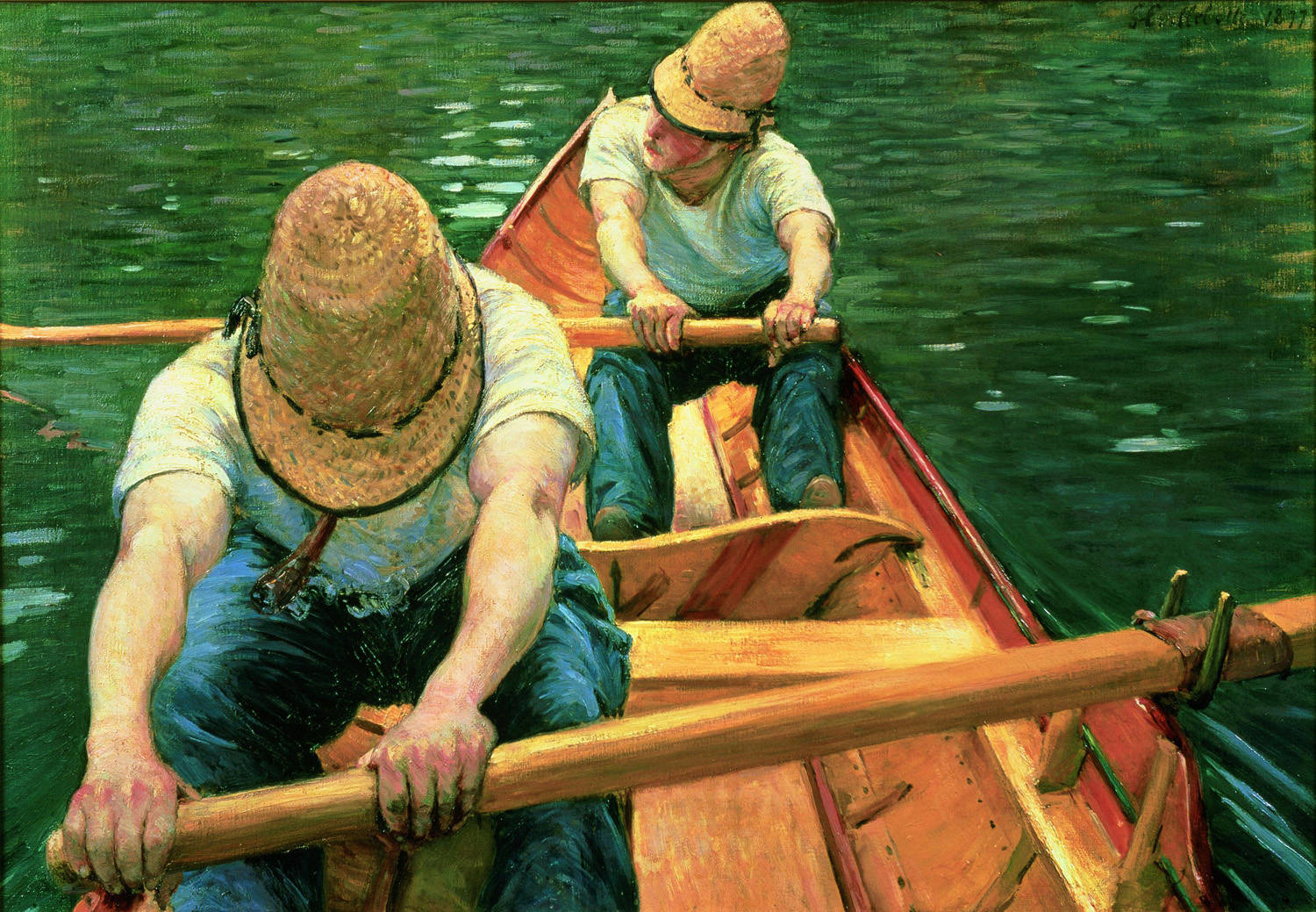
ギュスターヴ・カイユボット作 「イエール川の船の漕ぎ手」(1877)
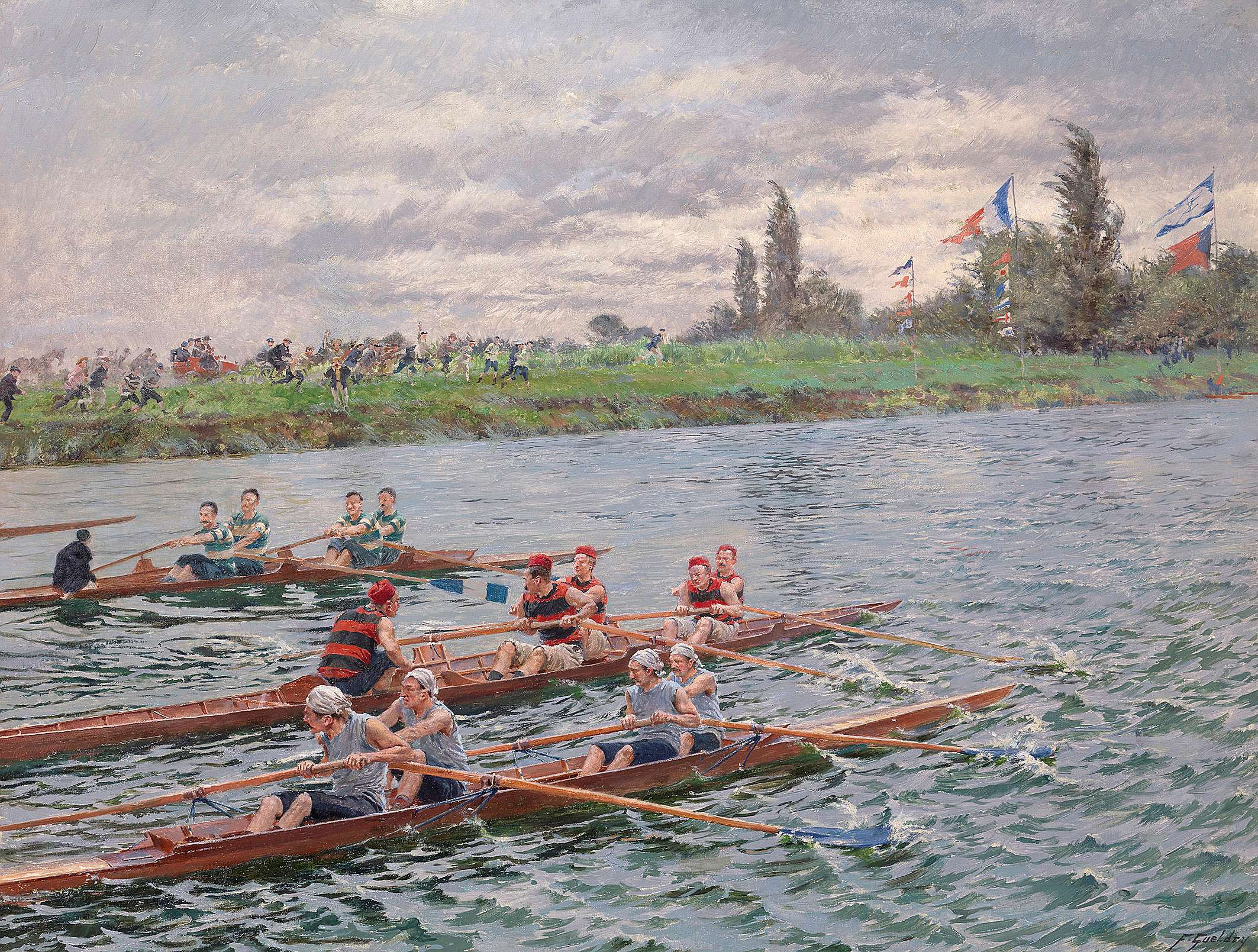
フェルディナン・ゲルドリ作 「ボートレース」(c.1900)